# Chloridolum degeneratum
Chloridolum degeneratum är en skalbaggsart som beskrevs av Schwarzer 1926. Chloridolum degeneratum ingår i släktet Chloridolum och familjen långhorningar.
Artens utbredningsområde är Filippinerna. Inga underarter finns listade i Catalogue of Life.